# الکساندر ویوم
الکساندر ویوم (انگلیسی: Alexandre Willaume؛ زادهٔ ۲۰ دسامبر ۱۹۷۲) بازیگر اهل قلمروی دانمارک است. وی از سال ۱۹۹۶ میلادی تاکنون مشغول فعالیت بوده‌است.
از فیلم‌ها یا مجموعه‌های تلویزیونی که وی در آن‌ها نقش داشته‌است، می‌توان به دولت پنهان، آخرین پادشاهی، مسیرهای عبور، جنایت، دلقک، واحد سیار، ۱۸۹۹، چرخ زمان، مهاجم مقبره، آخرین پادشاهی و والرین و شهر هزار سیاره اشاره نمود.